# Jüdischer Friedhof (Steinach an der Saale)
Der Jüdische Friedhof in dem zur Gemeinde Bad Bocklet im unterfränkischen Landkreis Bad Kissingen gehörenden Ortsteil Steinach wurde 1874 errichtet. Er befindet sich in einem Waldstück, etwa einen Kilometer nördlich des Ortes, westlich der Straße nach Bad Neustadt.

## Geschichte
Die jüdische Gemeinde Steinach hatte ihre Toten vor 1874 auf dem jüdischen Friedhof Kleinbardorf beigesetzt. Nach dem Eingang rechts befinden sich Kindergräber und die anderen Gräber sind in vier Reihen angeordnet.
Heute sind auf dem 12,80 Ar großen Friedhof noch etwa 100 Grabsteine erhalten. Der Friedhof wurde in den 1970er Jahren mit einer Betonmauer umgeben.